# Гирівка (Дрогобич)
Гирівка (від пол. Chyrawka (Hyrawka)) — історична місцевість, мікрорайон у північній частині Дрогобича.

## Історія та забудова
Перша згадка про пивоварню в цій місцевості датується 1884 роком. Наприкінці 19 століття Гирівка та пивоварня перейшли у власність Марії Тарновської. У перші роки 20 століття щороку тут варили близько 10 тисяч гектолітрів пива. Пізніше завод передали в оренду Леонарду Вишневському та Мойсею Ґартенберґу. Під їх керівництвом до Першої світової війни тут було випущено 15 тисяч гектолітрів пива.

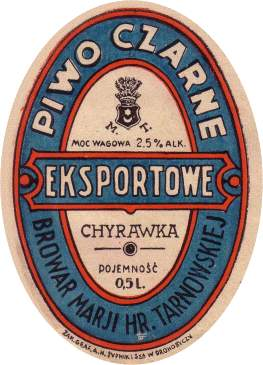
Пиво Чорне Експортове, Гирівка, пивоварня Марії Тарновської
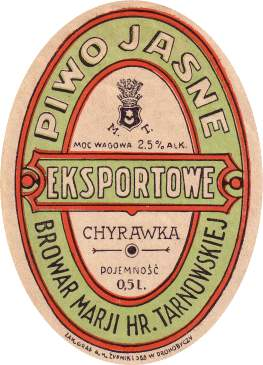
Пиво Світле Експортове, Гирівка, пивоварня Марії Тарновської

У присілку Гирівка поблизу Дрогобича до Другої світової війни проживало понад 300 мешканців. Присілок належав графам Тарновським разом із 150 гектарами землі довкола. Тут був млин, тартак та шинок. Були також ремісники, один коваль, один гончар та один колісник. Однак найважливішою точкою місцевості була розташована тут пивоварня, яка належала графу Станіславу Тарновському.
Під час німецької окупації у присілку Гирівка існував табір праці. Сюди на примусові роботи був спрямований Альфред Шраєр — скрипаль, співак та громадсько-культурний діяч, був останнім учнем Бруно Шульца.

## Походження назви
Згідно легенди назва походить від діалектного слова "гирити", що означає витрачати, губити.
Оскільки на Гирівці був пивзавод та шинок, то цілком ймовірно, що торговці, проїжджаючи там, зупинялись хильнути кварту пива і, в результаті, багато хто витрачав або й губив тут чимало коштів.